# Vespertilio sinensis
Vespertilio sinensis är en däggdjursart som beskrevs av Peters 1880. Vespertilio sinensis ingår i släktet Vespertilio och familjen läderlappar.
Inga underarter finns listade i Catalogue of Life. Wilson & Reeder (2005) skiljer mellan 5 underarter.
En individ som blev uppmätt 1997 hade en kroppslängd (huvud och bål) av 65 mm, en svanslängd av 44,5 mm och 50,6 mm långa underarmar. Den individ som beskrevs av Peters (holotyp) var 70 mm lång (huvud och bål), hade en 45 mm lång svans, 49 mm långa underarmar, 19 mm stora öron och 11 mm långa bakfötter. Enligt Peters har Vespertilio sinensis liksom den gråskimliga fladdermusen öron som nästan är fyrkantiga. Den korta pälsen på ovansidan bildas av hår som är mörkbruna med ljusare spetsar. Undersidans päls är ljusare brun. Vingarna är nakna. Svansens spets är broskig och den ligger utanför flygmembranen.
Denna fladdermus förekommer med flera från varandra skilda populationer i östra Asien. Den hittas i nordöstra Mongoliet, sydöstra Ryssland, östra Kina, Sydkorea, Taiwan och Japan. Habitatet utgörs av stäpper, halvöknar och bergsregioner.
Arten behöver glest fördelade träd eller byggnader där den vilar. Dessutom behövs vattenansamlingar eller träskmarker i ett område som den kan nå under flyget. Oftast bildar flera individer en flock eller en koloni vid viloplatsen. Vespertilio sinensis är aktiv mellan skymningen och gryningen och jagar insekter.